# شیر کنترل

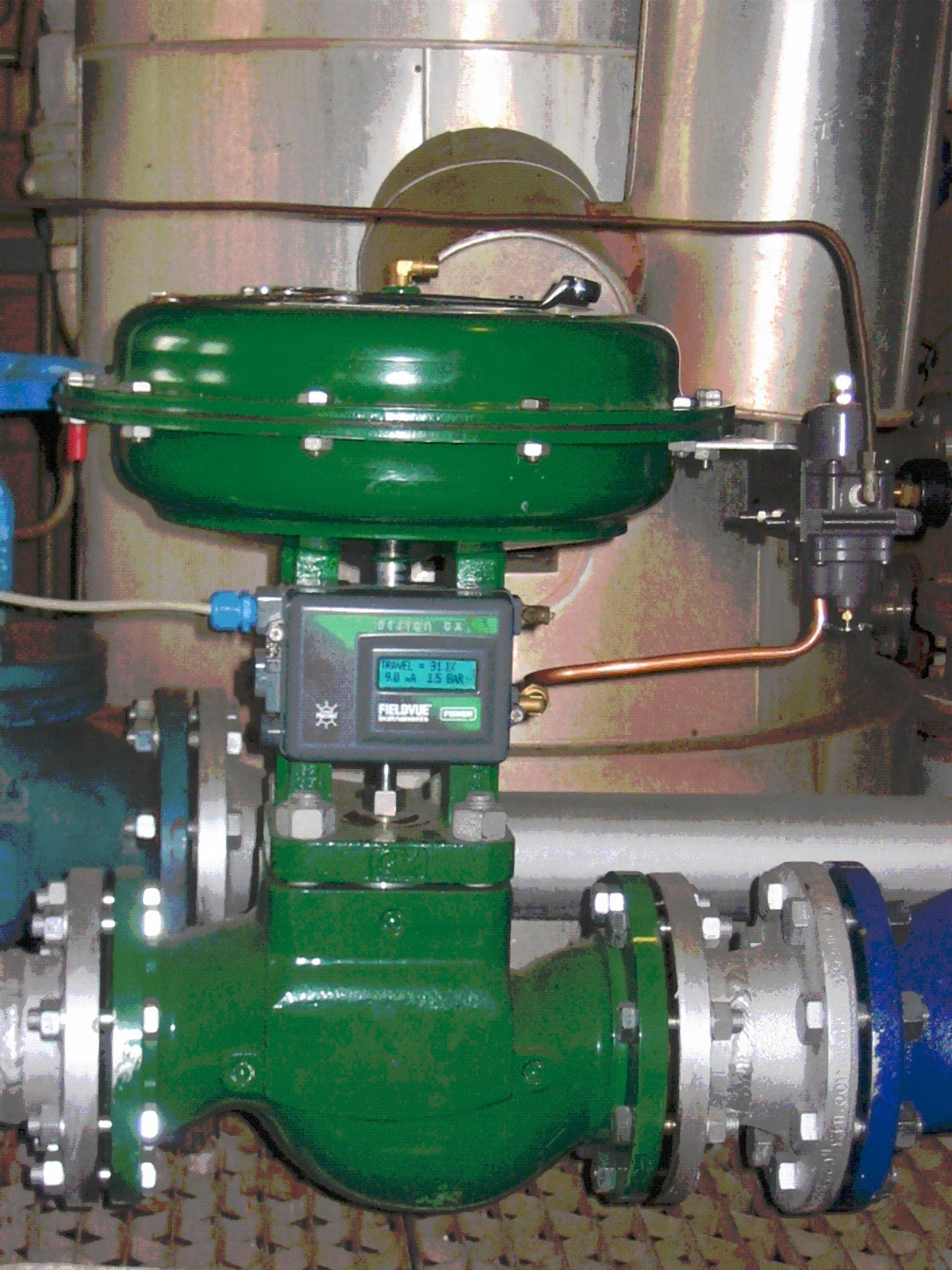
یک شیر کنترل از نوع شیر کروی با عملگر نیوماتیکی و موقعیت‌دهنده

شیر کنترل یا کنترل ولو (به انگلیسی: Control valve) نوعی شیرصنعتی است که با تغییر میزان باز بودن دریچه عبور سیال، دبی آن را کنترل می‌کند. با کنترل دبی سیال می‌توان دما، فشار و سطح مخزن را در فرایندها کنترل کرد.
در ادبیات مربوط به اتوماسیون، شیر کنترل «المان نهایی کنترل» محسوب می‌شود.

## انواع
شیرهایی که برای کنترل استفاده می‌شوند معمولاً دارای دوگونه عمده هستند: شیرهای با حرکت خطی اسپیندل شامل شیرهای دروازه ای و شیرهای کروی و شیرهای با حرکت چرخشی اسپیندل شامل شیرهای توپی، شیرهای پروانه ای و شیرهای سماوری.
شیرهای کنترلی همچنین به دو دسته دوراهه (two-port) و سه راهه (Three-port) تقسیم می‌شوند.
کنترل ولو ها نسبت به توان آب‌بندی و میزان نشتی ای که در هنگام بسته بودن کامل دارند، کلاس بندی می‌شوند. میزان نشتی در یک شیر دو-نشیمنه (double-Seat) استاندارد در بهترین حالت کلاس 3 (Class III) می‌باشد (یعنی میزان نشتی آن ۰٫۱ درصد جریان کامل آن می‌باشد) که این میزان نشتی برای بسیاری از کاربردها بسیار زیاد محسوب می‌شود. به دلیل نشتی بالای شیرهای دونشیمنه باید در جاهایی که نیاز به آب‌بندی دقیق و عدم نشتی باشد از شیرهای تک-نشیمنه استفاده گردد. استانداردهای مختلفی میزان نشتی شیرها را کلاس بندی می‌کنند که از جمله مهترین آنها استاندارد BS 5793 Part4 و ANSI FCI 70-2 می‌باشد.

### شیرهای کنترل سه راهه

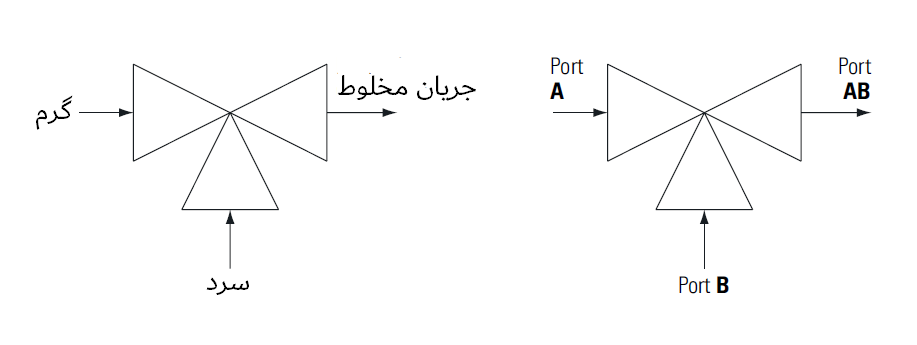

از شیرهای سه راهه می‌توان هم برای «اختلاط» و هم برای «تقسیم» جریان استفاده کرد البته باید توجه داشت که از همه شیرهای سه راهه نمی‌توان برای هر دو کاربرد «اختلاط» و «تقسیم» استفاده کرد. بعضی از شیرهای سه راهه نوع کروی (Globe) فقط برای اختلاط ساخته می‌شوند که در بعضی موارد به اشتباه جهت تقسیم از آنها استفاده می‌شود.
شیرهای کنترل سه طرفه یا کنترل ولو سه راهه شیرهایی هستند که دارای سه دریچه یا دهانه هستند که جریان سیالات یا گازها را کنترل می کنند. این سه پورت به سه بخش مختلف از یک سیستم متصل می‌شوند و باز و بسته شدن شیر از طریق اتصالات مناسب، سیال را مستقیم می‌کند. این شیرها معمولاً با دو موقعیت کار می کنند و به سیالات اجازه می دهند در یک جهت یا در جهت دیگر بدون اتصال بین دو درگاه باقیمانده(دایورتینگ) جریان داشته باشند، یا با سه موقعیت، به شیر اجازه می دهد تا سیالات را از دو منبع مختلف مخلوط کند (میکسینگ)یا سیالات را به یکی از دو منبع هدایت کند. خروجی ها. آنها اغلب در سیستم های گرمایش، تهویه و تهویه مطبوع و همچنین در سیستم های کنترل فرآیند صنعتی استفاده می شوند.

## عملکرد
باز یا بسته شدن شیرهای کنترل توسط عملگرهای شیر که به صورت نیوماتیکی، هیدرولیکی و برقی است انجام می‌شود. معمولاً در شیرهایی که قابلیت تنظیم جریان دارند (مانند شیر کروی) و می‌توان شیر را در حالت‌های نیمه باز نیز تنظیم کرد، از موقعیت‌دهنده شیر (Valve positioner) برای تنظیم میزان باز بودن شیر استفاده می‌گردد.
معمولاً به دلیل سادگی و در دسترس بودن از شیرهایی با عملگر نیوماتیکی استفاده می‌گردد. فشار سیگنال کنترلی این عملگرها معمولاً در بازه ۰٫۲ تا ۱ بار (3-15 psi) می‌باشد. در عملگرهای برقی این سیگنال کنترلی معمولاً دارای جریان استاندارد صنعت یعنی ۴ تا ۲۰ میلی‌آمپر (یا ۱ تا ۱۰ ولت برای تأسیسات تهویه مطبوع) می‌باشد. کنترل‌های الکتریکی در حال حاضر معمولاً شامل سیگنال‌های «هوشمندی» هستند که می‌توانند روی سیگنال کنترلی 4-20 mA اضافه یا جمع (superimposed) شوند و برای مثال می‌توانند اطلاعاتی را مانند سلامت شیر یا میزان باز بودن آن را به کنترلر برگردانند. پروتکل‌های HART و Fieldbus Foundation و Profibus از معروف‌ترین این پروتکل‌ها می‌باشند.
یک شیر کنترل کاملاً اتوماتیک از سه جزء اصلی ساخته شده‌است:
- عملگر شیر - که المان باز یا بسته بودن شیر را حرکت می‌دهد مانند توپی در شیر توپی یا دیسک در شیر کروی
- موقعیت‌دهنده شیر - که شیر را به میزانی که باید باز باشد تنظیم می‌کند و در صورت انحراف سیگنال را طوری اصلاح می‌کند تا شیر به میزان خواسته شده بازگردد.
- بدنه شیر - که نوعی شیر از قبیل شیر کروی، توپی یا پروانه ای و … می‌باشد.

## ظرفیت شیرهای کنترل
یک شیر کنترل همان‌طور که از نامش پیداست باید توان کنترل جریان و فرایند را داشته باشد. این شیر با تغییر عوامل زیر فرایند را کنترل می‌کند:
- دبی جریان: برای مثال میزان آب یا بخاری که وارد تجهیز فرآیندی می‌شود.
- اختلاف فشار: که به اختلاف فشار بین سیال ورودی و سیال خروجی گفته می‌شود. برای یک سایز اریفیس ثابت، هر چه اختلاف فشار بیشتر باشد دبی بیشتر است. در مورد سیال بخار هر چه فشار کمتر باشد، دما کمتر است و به این طریق می‌توان برای مثال میزان انتقال حرارت را در مبدل‌های حرارتی کنترل کرد.

این دو کمیت توسط عنوانی به نام "ضریب جریان (Flow Coefficient)" که در بعضی موارد "شاخص ظرفیت (Capacity Index)" خوانده می‌شود، به همدیگر ارتباط داده می‌شوند. به دلیل وجود واحد سیستم‌های اندازه‌گیری مختلف، از نمادهای مختلفی برای نشان دادن ضریب جریان استفاده می‌گردد.
| Kv  | دبی جریان آب بر حسب متر مکعب بر ساعت (M3/h) در دمایی مشخص، معمولاً بین ۵ تا ۴۰ درجه سلسیوس، که اختلاف فشاری به میزان ۱ بار در دو سمت اریفیس شیر ایجاد می‌کند |
| Cv  | دبی جریان آب بر حسب گالن بر دقیقه (GPM) در دمایی مشخص، معمولاً بین ۴۰ تا ۱۰۰ درجه فارنهایت، که اختلاف فشاری به میزان ۱ پاوند بر اینچ مربع (psi) در دو سمت اریفیس شیر ایجاد می‌کند. (بیشتر در آمریکا استفاده می‌شود) در هنگام استفاده از این واحد باید توجه داشت که این واحد هم بر حسب گالن انگلیسی و هم بر حسب گالن آمریکایی موجود است. |
| Kvs | میزان واقعی ضریب جریان گزارش شده شیر در حالت کاملاً باز بر حسب Kv |
| Kvr | میزان ضریب جریان مورد نیاز در فرایند |
| Av  | میزان دبی آب بر حسب متر مکعب بر ثانیه که یک پاسکال افت فشار ایجاد می‌کند |

## مشخصه شیر کنترل

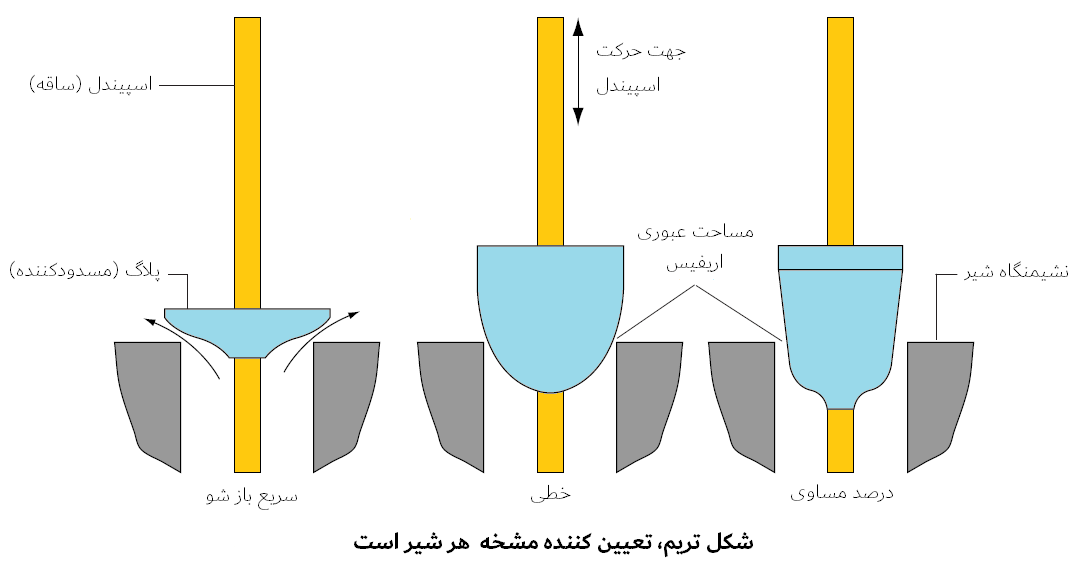
سه نوع تریم مختلف برای شیر کروی با مشخصه جریان متفاوت

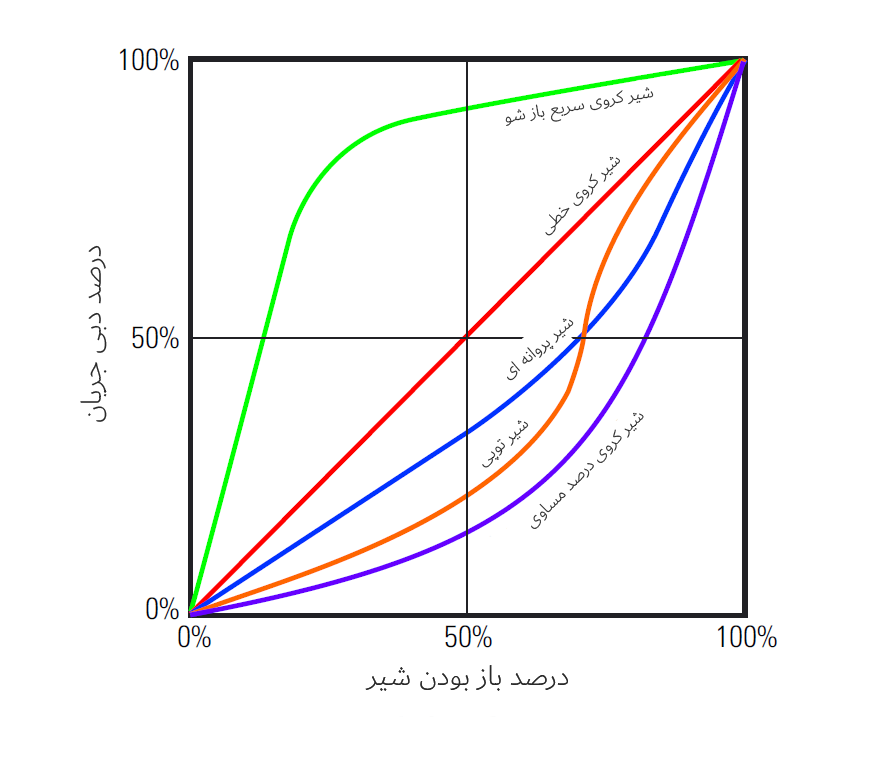
مشخه ذاتی شیرهای کروی (Globe) و چند شیر ربع-گرد

همه شیرهای کنترل یک "مشخصه (Characteristic)" جریان ذاتی دارند که این مشخصه، ارتباط بین «میزان باز بودن دریچه شیر» و «دبی جریان عبوری» را تعیین می‌کند. در این تعریف منظور از میزان باز بودن دریچه شیر، مساحت سطح اریفیس نیست بلکه منظور نسبت آن به حالت کاملاً باز شیر می‌باشد.
شکل فیزیکی چینش عضو مسدود کننده (پلاگ) و نشیمنگاه (سیت) شیر، که معمولاً «تریم» خوانده می‌شود، باعث می‌شود تا شیرهای مختلف با میزان باز بودن مساوی، دبی جریان متفاوتی داشته باشند.
شیرهای کروی معمولاً با سه مشخصه مختلف در بازار موجود هستند:
- سریع بازشو
- خطی
- درصد مساوی

سریع بازشو: در شیرهای سریع بازشو، با کمی باز کردن شیر، دبی بالایی عبور خواهد کرد. برای مثال باز کردن دهانه به میزان ۵۰٪ باعث عبور جریان به میزان ۹۰٪ خواهد شد. این شیرها معمولاً برای کاربردهای قطع و وصل (On/Off) استفاده می‌گردند.
خطی: در شیرهای خطی، دبی مستقیماً با میزان باز شدن شیر رابطه دارد. برای مثال؛ اگر شیر ۴۰٪ بازشود، اریفیسی به اندازه ۴۰٪، اجازه عبور جریان به میزان ۴۰٪ را خواهد داد.
درصد مساوی: در شیرهای درصد مساوی که لگاریتمی نیز نامیده می‌شود، شکل پلاگ طوری طراحی شده‌است که هر جزئی که پلاگ بالاتر می‌رود جریان به میزان درصدی مشخص از دبی قبلی افزایش می‌یابد. ارتباط بین بازشدن پلاگ و دبی جریان به جای خطی، لگاریتمی است.

## موقعیت‌دهنده شیر (Valve Positioners)
عملکرد اصلی موقعیت‌دهنده شیر یا ولو پوزیشنر رساندن هوای فشرده کافی به عملگر شیر می‌باشد تا موقعیت شیر (اعم از خطی یا دورانی) در نقطه تنظیم شده (Set Point) که توسط سیگنال ورودی معین میشود قرار بگیرد. موقعیت‌دهنده‌های شیر از انواع نیوماتیکی یا الکترونیوماتیکی (I/P positioners) بوده و زمانیکه شیر کنترلی قرار است کار تنظیم جریان را انجام دهد استفاده می‌شود.
موقعیت‌دهنده، سیگنال ورودی را به موقعیت شیر ارتباط می‌دهد و هر فشاری که مورد نیاز باشد تا این تناسب حفظ شود را تأمین می‌کند. باید توجه کرد که موقعیت‌دهنده‌ها یک نوع کنترلر تناسبی (Proportional) هستند و همان‌طور که کنترلرهای تناسبی همیشه یک انحراف (Offset) دارند، موقعیت‌دهنده‌ها نیز همیشه یک انحراف از میزان تنظیم شده خواهند داشت.